# Tupaia picta
Tupaia picta — вид ссавців родини Tupaiidae. Це ендемік Борнео (Бруней, Індонезія, Малайзія). Вид виживає в старих і вторинних лісах, а також лісових залишках у мозаїці природних лісів і старших (>5 років) деревних насаджень. Зареєстрований на висотах від 0 до 1000 метрів.

## Морфологічні характеристики
Розмальована тупая має довжину тіла трохи більше 18 см і трохи коротший хвіст, що робить її однією з менших у свому роді. Більша частина тіла має досить тьмяний колір порівняно з іншими спорідненими видами, що складається переважно з сірувато-оливкового кольору з кількома жовтими плямами. Однак підборіддя та груди мають яскравіші кольори, переважно помаранчеві та жовті. На спині також є чорна смуга.

## Спосіб життя
Тварини денні й переважно наземні. Вони також будують свої гнізда на землі. Територія, яку займає особина, зазвичай перевищує 9 га, причому території самців більші, ніж території самиць. Наразі немає інформації про раціон і розмноження.

## Загрози й охорона
Основною загрозою для цього виду є втрата середовища існування. Зустрічається в кількох заповідних територіях.